# Safidon
Safidon è una città dell'India di 27.542 abitanti, situata nel distretto di Jind, nello stato federato dell'Haryana. In base al numero di abitanti la città rientra nella classe III (da 20.000 a 49.999 persone).

## Geografia fisica
La città è situata a 29° 25' 0 N e 76° 40' 0 E e ha un'altitudine di 220 m s.l.m..

## Società

### Evoluzione demografica
Al censimento del 2001 la popolazione di Safidon assommava a 27.542 persone, delle quali 14.799 maschi e 12.743 femmine. I bambini di età inferiore o uguale ai sei anni assommavano a 3.939, dei quali 2.215 maschi e 1.724 femmine. Infine, coloro che erano in grado di saper almeno leggere e scrivere erano 17.976, dei quali 10.543 maschi e 7.433 femmine.